# Stonebridge
Sten Hallström, mer känd under artistnamnet StoneBridge, född 2 juli 1961, är en svensk musikproducent och DJ.
Under sent 1980-tal ingick Stonebridge i kollektivet SweMix. Tillsammans med bland andra Denniz Pop gjorde de sig snabbt ett namn inom den internationella musikscenen, främst genom att producera och remixa andra artisters låtar. 
Det definitiva genombrottet kom 1993 när Stonebridge fick möjligheten att göra sin version på "Show Me Love" av Robin S. Låten blev startskottet för den kommersiella housemusiken. Än idag görs det nya versioner på den låten, som alla baseras på StoneBridges version från 1993.
Svenska sångerskan Therese sjunger på StoneBridges låt "Put 'Em High" och "Take Me Away" (2004).
StoneBridge har släppt en lång rad remixer på andra artisters låtar och har på senare år även släppt mycket musik under sitt eget artistnamn. 2008 blev han nominerad till en Grammy i kategorin "Bästa remix" för sin remix på låten "Closer" av Ne-Yo.
Idag driver StoneBridge sitt skivbolag Stoney Boy Music samt turnerar över hela världen.